# Erotomania
Erotomania consiste na convicção delirante de uma pessoa que acredita que outra pessoa, geralmente de uma classe social mais elevada, está secretamente apaixonada por ela.
A erotomania, também conhecida como síndrome de Clérambault, ganhou esse nome após um estudo publicado pelo psiquiatra francês Gaëtan Gatian de Clérambault (1872–1934) sobre o assunto (Les Psychoses Passionelles, 1921).

## Síndrome contemporânea
O indivíduo que sofre dessa síndrome pode também acreditar que ele e a outra pessoa, supostamente apaixonada, se comunica secretamente através de métodos sutis como gestos de postura, arrumação de determinados objetos da casa, etc., ou - se a outra for uma pessoa de imagem pública - através de indícios ou pistas na mídia. A outra pessoa geralmente tem pouco ou nenhum contato com o indivíduo que sofre da síndrome, que frequentemente acredita que o outro (objeto do delírio) iniciou a relação fictícia. A erotomania está no espectro de esquizofrenia.
Ocasionalmente, o objeto do delírio não existe; no entanto, o mais comum são casos de indivíduos que sofrem desse delírio tendo como objeto pessoas expostas na mídia e tende a ser muito mais comum em fãs fanáticos como cantores, atores e políticos.